# پستان
پستان غده‌ای بزرگ بر سینهٔ جانوران پستاندار است که معمولاً در زنان بزرگ‌تر از مردان است و از آن شیر برای بچه می‌تراود. انسان‌ها دو پستان دارند و در انسان، پستان در دختران پیش از بلوغ و در مردان در سراسر عمر کوچک‌ است. پستان‌ها در زنان در هنگام بارداری و به‌ویژه پس از زایمان بسیار بزرگ می‌شوند.
پستان‌ها از تودهٔ چربی تشکیل شده‌اند که غدد شیری و مجاری شیری آن، تودهٔ چربی را مانند کندو کرده است.
این غده‌ها تحت تأثیر تغییرات شیمیایی بدن قرار می‌گیرند به طوری که یاخته‌های شیر ساز که سطح غده‌ها را پوشانیده‌اند، تحت تأثیر سه هورمون اساسی زنانه یعنی استروژن، پروژسترون، و پرولاکتین قرار دارند و در بانوانی که در سنینی هستند که می‌توانند باردار شوند همه‌ماهه این غده‌ها تحریک می‌شوند، بزرگ و پر از مایع می‌گردند و این امر باعث می‌شود که آن موقع بسیاری از بانوان سنگینی در پستان خود احساس نمایند.
پستان زنان و تا اندازه‌ای سینهٔ مردان عملکرد تحریک جنسی نیز دارند و در ادبیات به آن‌ها اشارات زیادی شده است. پستان زنان به‌طور معمول یکی از محدوده‌های شهوت‌زا به‌شمار می‌آیند زیرا تراکم عصب‌هایی که انتهای حسی آن‌ها در سر پستان قرار دارد زیاد است و بنابراین لمس این ناحیه پیام‌های زیادی به مغز ارسال می‌کند. وجود این تعداد از پایانه‌های عصبی همچنین دلیل اصلی این امر است که بخشی از زنان، برعکس بخش دیگر، لمس در این ناحیه را تجربه‌ای لذت‌بخش نمی‌دانند و ارسال یک‌باره شمار زیادی پیام تحریک‌کننده به مغز را به حالتی ناراحت‌کننده تجربه می‌کنند.
به‌خاطر این رابطه با تحریک جنسی در جوامعی که جنسیت با بدنامی اجتماعی و تابو همراه است در زبان برای پستان واژهٔ سینه نیز به‌کار می‌رود.
پیرامون نوک پستان هاله نام دارد.
گاهی پستان درد می‌کند و حتی هنگام لمس، در آن توده‌ای حس می‌شود، این امر سه چهار روز پیش از آغاز عادت ماهانه شروع می‌شود. وقتی که قاعدگی آغاز می‌شود، این تحریکات هورمونی متوقف می‌شوند. در یک پستان سالم، بزرگی حجم یاخته‌های شیر و مایع فروکش می‌کنند و به حال اول برمی‌گردند.

## کالبدشناسی

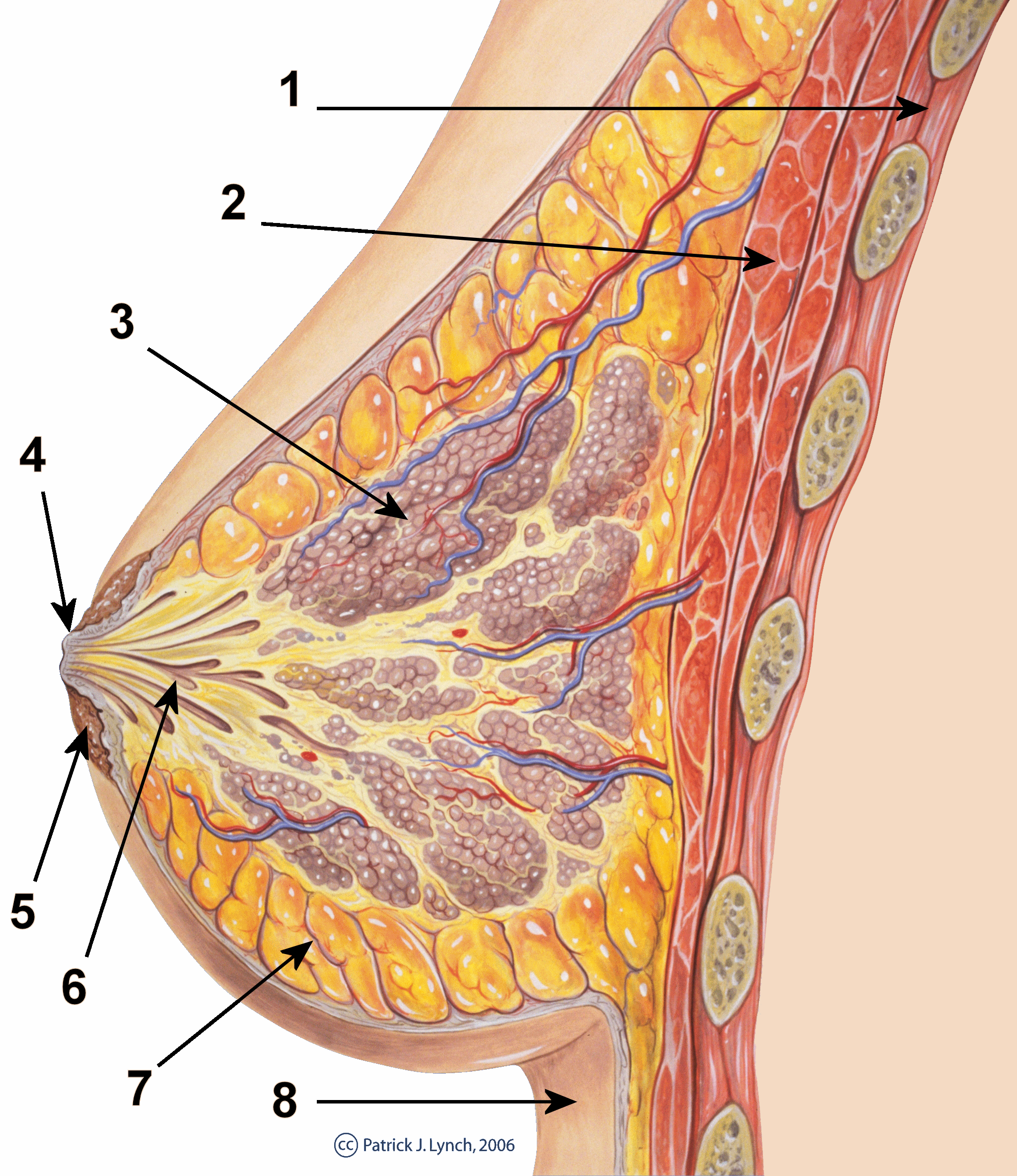
پستان: طرح مقطع از پستان. ۱. قفسه سینه ۲. ماهیچه پکتورالیس ۳. لوبول‌ها ۴. نوک پستان ۵. هاله دور پستان ۶. مجرای شیر ۷. بافت چربی ۸. پوست

پستان عضوی است که از غدد تولیدکنندهٔ شیر و مجاری شیری تشکیل شده است و اطراف این غدد و مجاری را بافت چربی و بافت نگهدارنده دربرگرفته‌اند. غدد مولد شیر به‌صورت گروهی قرار دارند و به هر گروه یک لوب می‌گویند که تعداد آنها ۲۰–۱۵ عدد است؛ بنابراین هر لوب شامل تعداد زیادی غدد کوچک‌تر به شکل خوشهٔ انگور است که وظیفهٔ تولید شیر را بر عهده دارند. به همین دلیل است که هنگام لمس پستان، آن را پشته‌پشته و غده‌غده احساس می‌کنیم. مجاری شیری، شیر تولید شده در داخل هر لوب را جمع‌آوری می‌کند و به خارج از هر لوب انتقال می‌دهند؛ بنابراین ۲۰–۱۵ مجرای شیری نیز وجود دارد که مستقیماً از هر لوب به نوک پستان می‌روند و شیر را از طریق منافذ نوک پستان به بیرون تخلیه می‌کنند. در زیر بافت غددی و چربی پستان، ماهیچه‌های قفسهٔ سینه قرار دارند که پستان روی آنها قرار می‌گیرد. از غلاف پوشاننده این عضلات، طناب‌هایی به داخل پستان می‌روند و پس از عبور از لابه‌لای بافت پستان، به زیر پوست پستان می‌چسبند. این باعث می‌شود که پستان در وضعیت خاصی روی عضلات ثابت باقی بماند. به این طناب‌ها، ‌رباط‌های کوپر می‌گویند.
پستان‌ها عمدتاً از لوبول‌ها و مجاری شیر به همراه چربی و بافت همبند تشکیل می‌گردند. شیر از نوک پستان خارج می‌شود.
باقی‌مانده پستان از بافت همبند تشکیل شده است (کلاژن و الاستین)، بافت چربی (چربی)، و کوپر لیگامانها است. نسبت غدد به بافت چربی در زنان شیرده نسبت به زنان غیر شیرده از ۱:۱ به ۱:۲ افزایش می‌یابد.
خون‌رسانی به سینه و از سینه رگ‌های داخلی مشتق شده است (که قبلاً به آن عروق داخلی مربوط به پستانداران)، عروق کناری وابسته به قفسهٔ سینه، رگ‌های سینه‌ای-اخرمی و خلفی سرخرگ واقع در بین دنده‌ها. تخلیهٔ وریدی از پستان عمدتاً به ورید زیر بغل است، اما برخی از سیاهرگ‌ها به رگ‌های داخلی وابسته به قفسهٔ سینه و رگ‌های واقع در بین دنده‌ها تخلیه می‌شوند. نوک سینه‌ها در هر دو جنس نر و ماده دارای میزان زیادی از عروق خونی و اعصاب هستند. نوک سینه‌ها در زنان و مردان می‌توانند در پاسخ به محرک‌های جنسی راست شده باشد
عصب‌دهی پستان توسط شاخه‌های قدامی و کناری پوستی از innervated چهارم است تا اعصاب ششم واقع در بین دنده‌ها است. نوک پستان توسط درماتوم T۴ عصب‌دهی می‌شود.

## رشد پستان

مراحل رشد پستان زن

رشد پستان یک زن به شرایط محیطی و ژنتیکی وی بستگی فراوانی دارد؛ ولی به‌طور معمول شروع رشد پستان‌ها در سن ۱۰ تا ۱۲ سالگی آغاز می‌شود و تا چند سال پس از دوران بلوغ نیز رشد پستان‌ها ادامه دارد.
در دوران شیردهی به دلیل پر شدن مجراهای شیر پستان‌ها بزرگتر می‌شوند.
همچنین سیر افتادگی پستان‌های یک زن نیز همانند رشد آن بسته به ژنتیک فرد دارد. گرچه معمولاً پس از دوران یائسگی افتادگی پستان‌ها نیز بیشتر می‌شود و این امر به دلیل از دست دادن بافت پستان اتفاق می‌افتد.

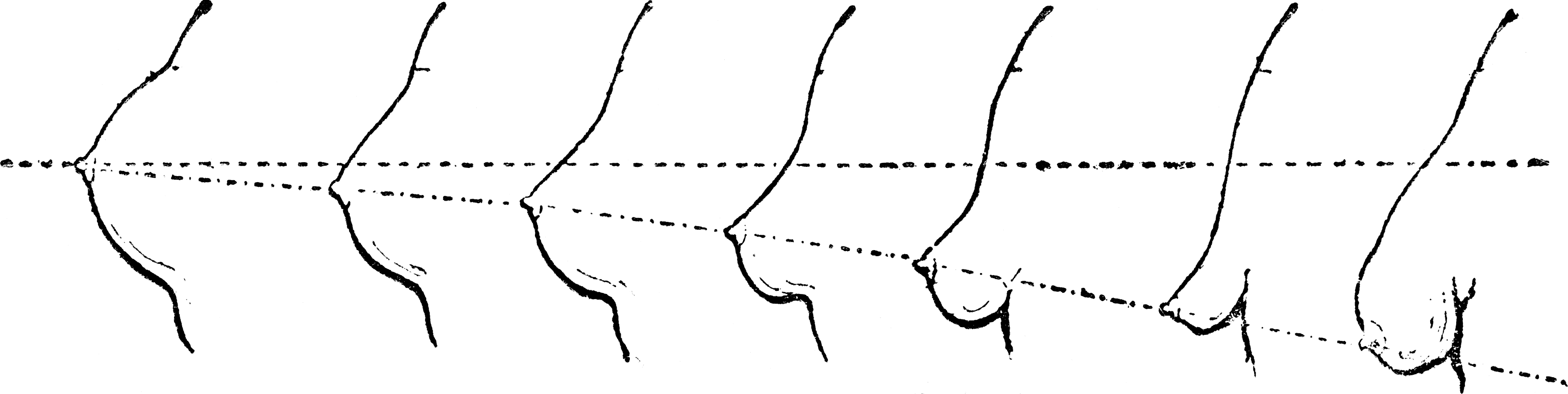
مراحل افتادگی پستان

## بیماری‌ها
معمولاً در بانوان کمتر از ۳۰ سال سرطان پستان دیده نمی‌شود و ازدیاد آن از اوایل دههٔ پنجم یعنی از ۴۰ سال به بالا است. در این سنین بازهم سرطان پستان کم است تا اینکه زن به ۵۰ سالگی برسد و بیشترین تعداد سرطان‌های پستان در سال‌های ۵۵ تا ۶۰ سالگی است.
بیماری‌های خوش‌خیم پستان قسمت زیادی از بیماری‌های پستان را شامل می‌شوند. این بیماری‌ها غالباً در زمینه رد کردن احتمال سرطان پستان مورد توجه قرار می‌گیرند و اغلب به دلیل خود بیماری به آنها توجه نمی‌شود. اکثر این بیماری‌ها از تغییرات طبیعی در رشد پستان، چرخه هورمونی و تحول در تولید مثل سرچشمه می‌گیرند.

## کاشت پستان

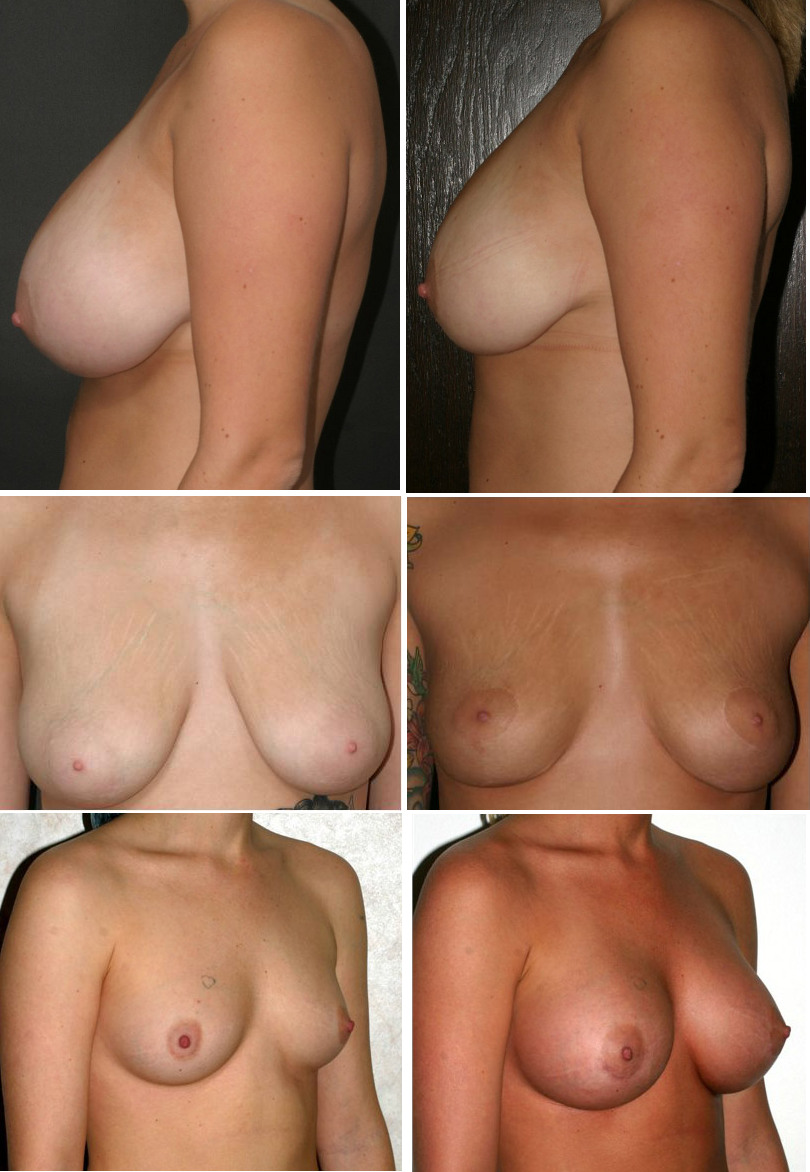
ردیف بالا: کوچک کردن پستان؛ ردیف وسط: بالا کشیدن پستان؛ ردیف پایین: کاشت پستان؛ در هر سه ردیف: چپ: قبل از عمل، راست: بعد از عمل

بسیاری از زنان اقدام به کاشت پستان (ایمپلنت) می‌کنند که به عقیده آنان این خود می‌تواند به زیبایی پستان منتهی شود.

## در تاریخ

### در تونس
آمینه تایلر یک وبلاگ‌نویس، و دانش‌آموز اهل تونس است. وی یکی از اعضای خیزش فمن است که مارس ۲۰۱۳ تصویر از سینه‌های برهنهٔ خود در فیسبوک پخش کرد و روی آن نوشت «بدنم مال من است و شرف کسی نیست» (جسدی ملکی لیس شرف أحد). به دلیل اینکه این نوع کار در تونس سابقه نداشته است کار وی در تونس باعث ایجاد جنجال در میان مردم شد. اما این کار توسط گروه‌های لیبرال تونسی مورد حمایت قرار گرفت.

### آزادی پستان

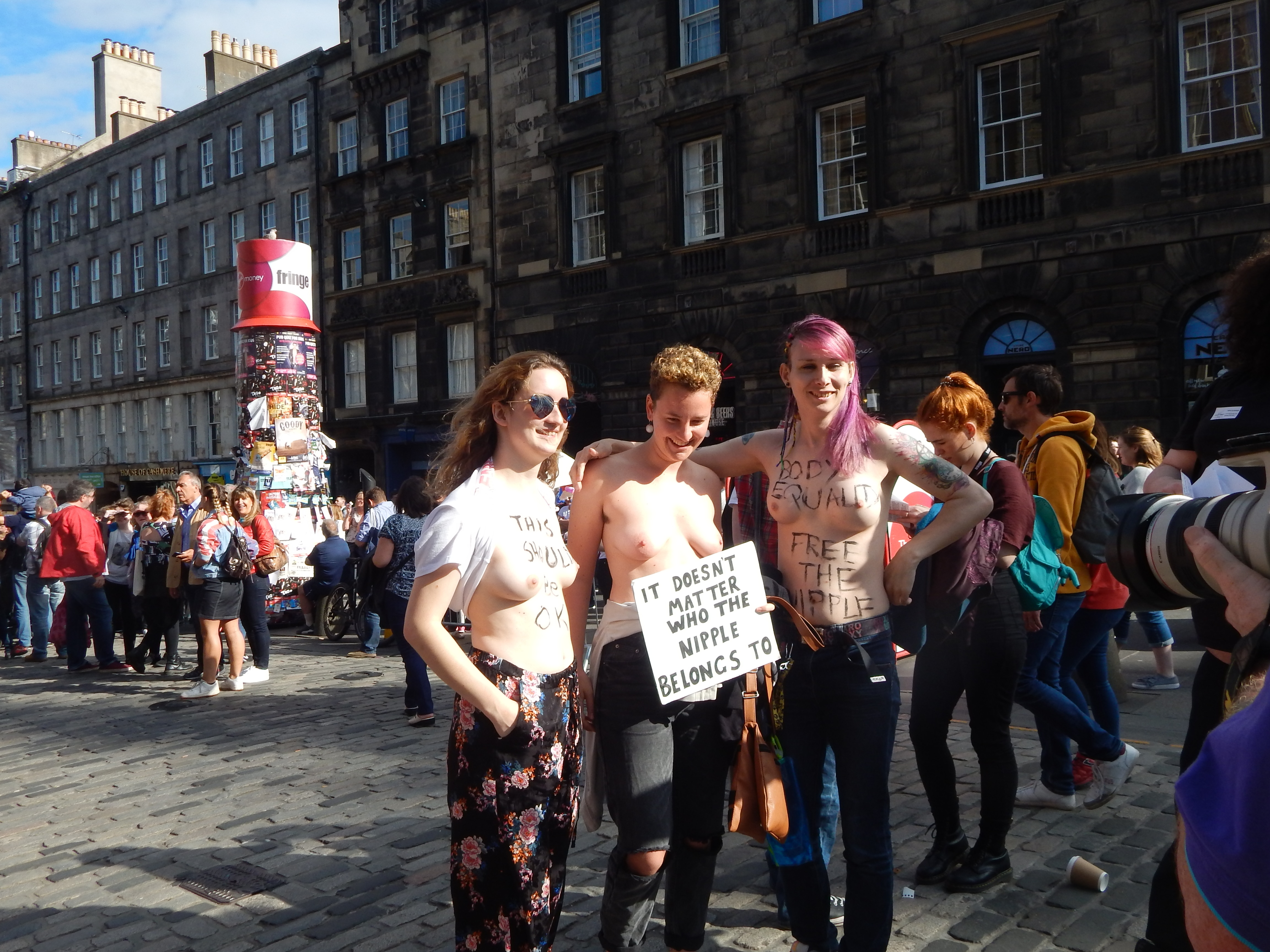
گروه از زنان برای حمایت از برابری سینه‌لختی

آزادی پستان یک کارزار تساوی‌طلبانه جنسیتی است که لینا اسکو پس از ساخت فیلم آزادی پستان در سال ۲۰۱۴ آن را آغاز نمود. این کارزار بر آن است که قانون می‌بایست آزادی و حمایت یک‌سانی برای زنان و مردان قائل باشد. این جنبش قصد دارد برابری جنسیتی را گسترش و با فتیش پستان و شیءانگاری جنسی مقابله کند.
امروزه آزادی سینه‌لختی یک جنبش سیاسی و فرهنگی است که هدفش تغییر قوانین به منظور اجازه دادن به زنان برای حضور سینه‌لختی در اجتماع و ایجاد برابری با مردان در این زمینه است. این جنبش یک فرم از برابری جنسیتی است.

### در میان سیاستمداران
در میان سیاستمداران زیادی آزادی پستان مورد قبول نیست. در اقدامی عجیب، هنگام بازدید مشترک ولادیمیر پوتین، رئیس جمهور روسیه و آنگلا مرکل، صدر اعظم آلمان از نمایشگاه بازرگانی هانوفر، گروهی از دختران فمن اوکراینی با آزادی سینه در اعتراض به محاکمه سه دختر عضو «رایوت»، به سمت آنها حمله‌ور شدند.

## نگارخانه

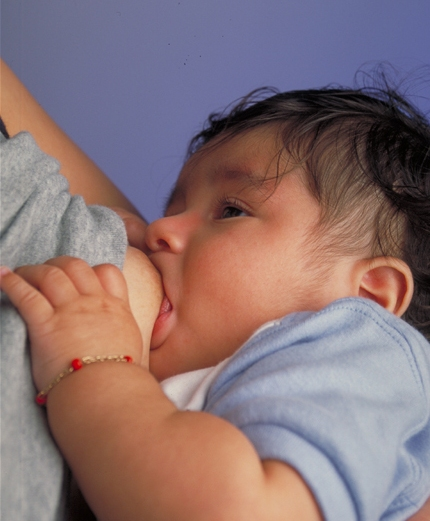
شیر دادن به نوزاد
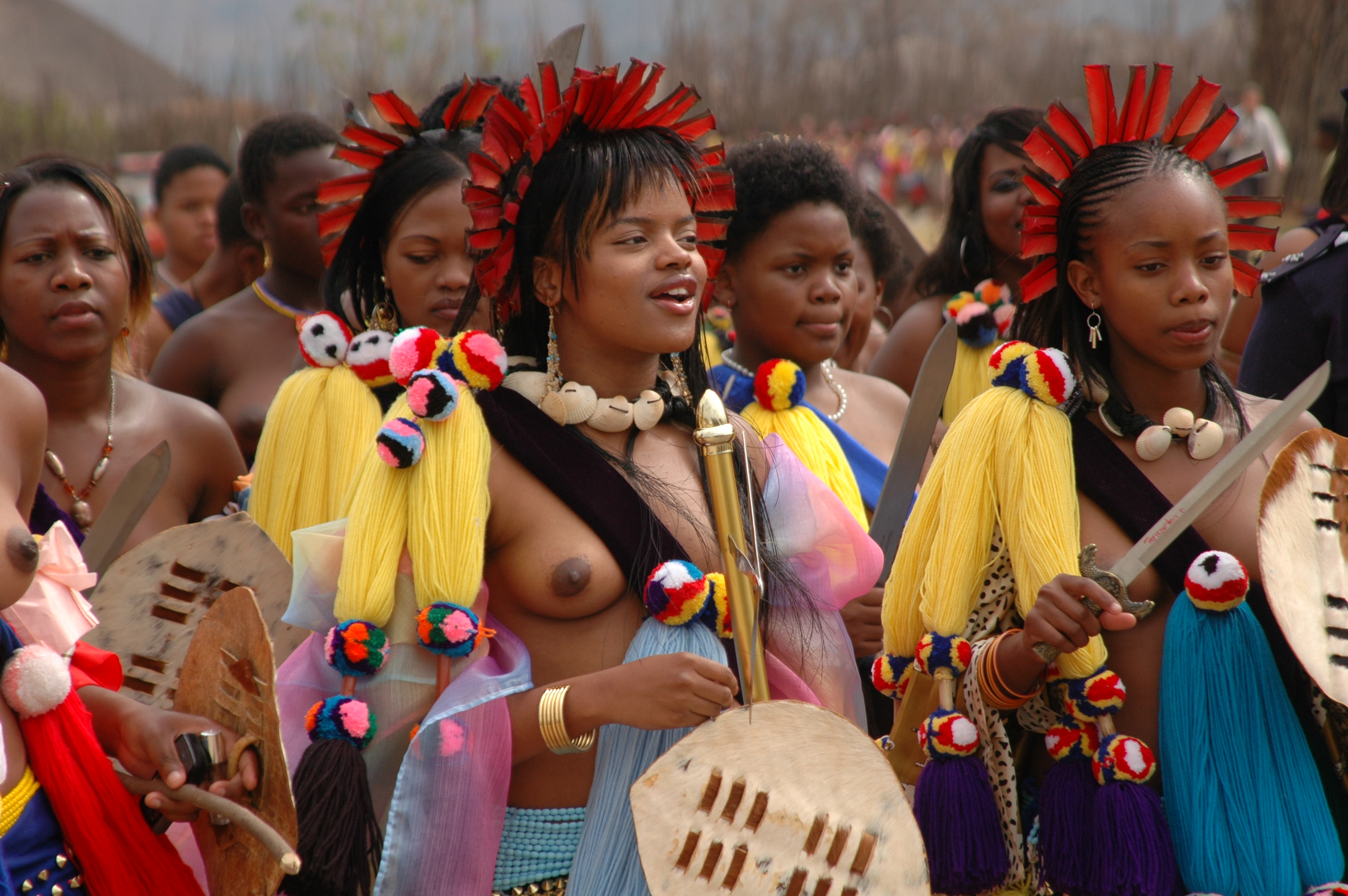
آیین اوملانگا و برهنگی پستان
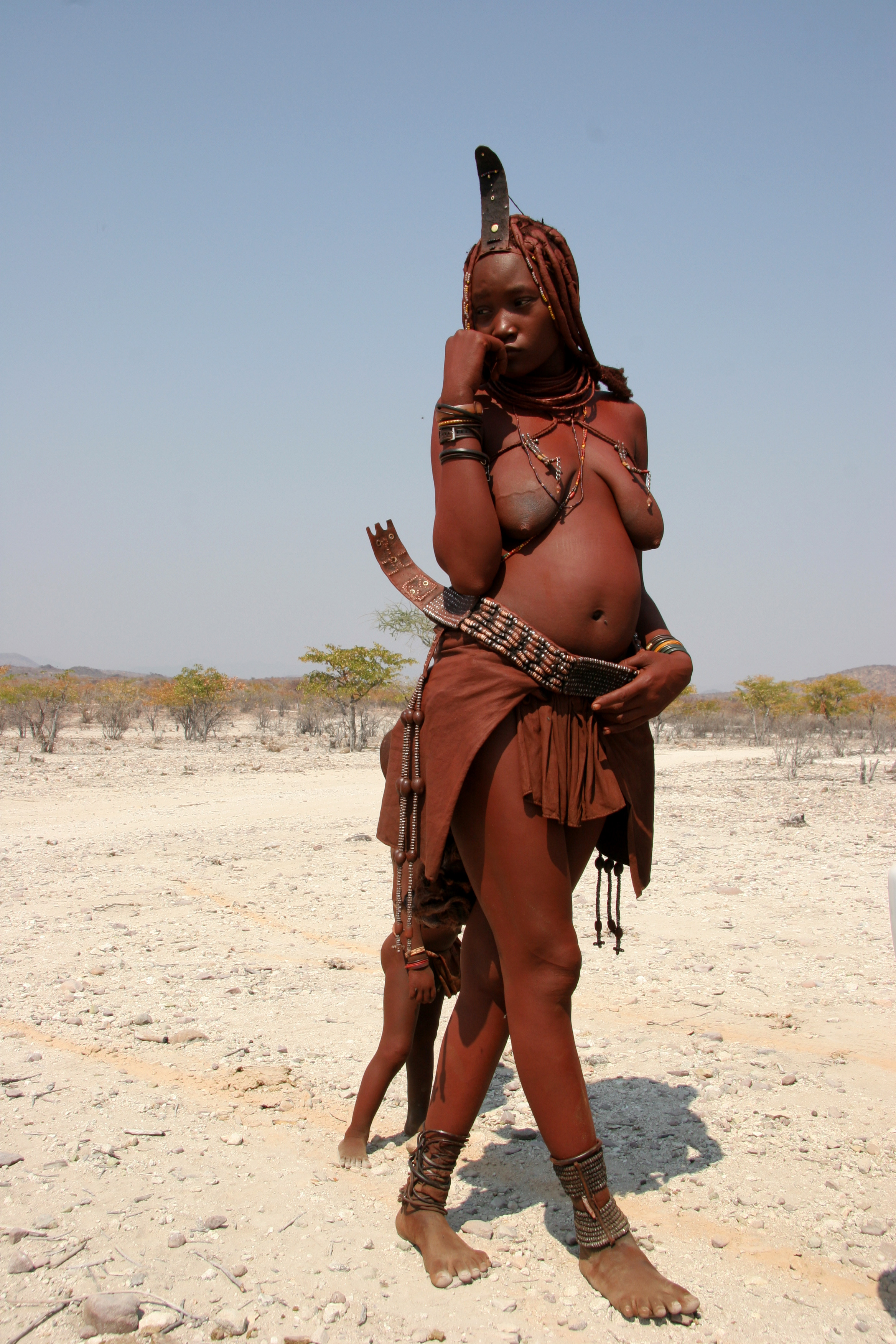
زنی از قوم هیمبا در کشور نامیبیا. در این قبیله نمایان بودن سینه‌ها امری طبیعی به‌شمار می‌رود.
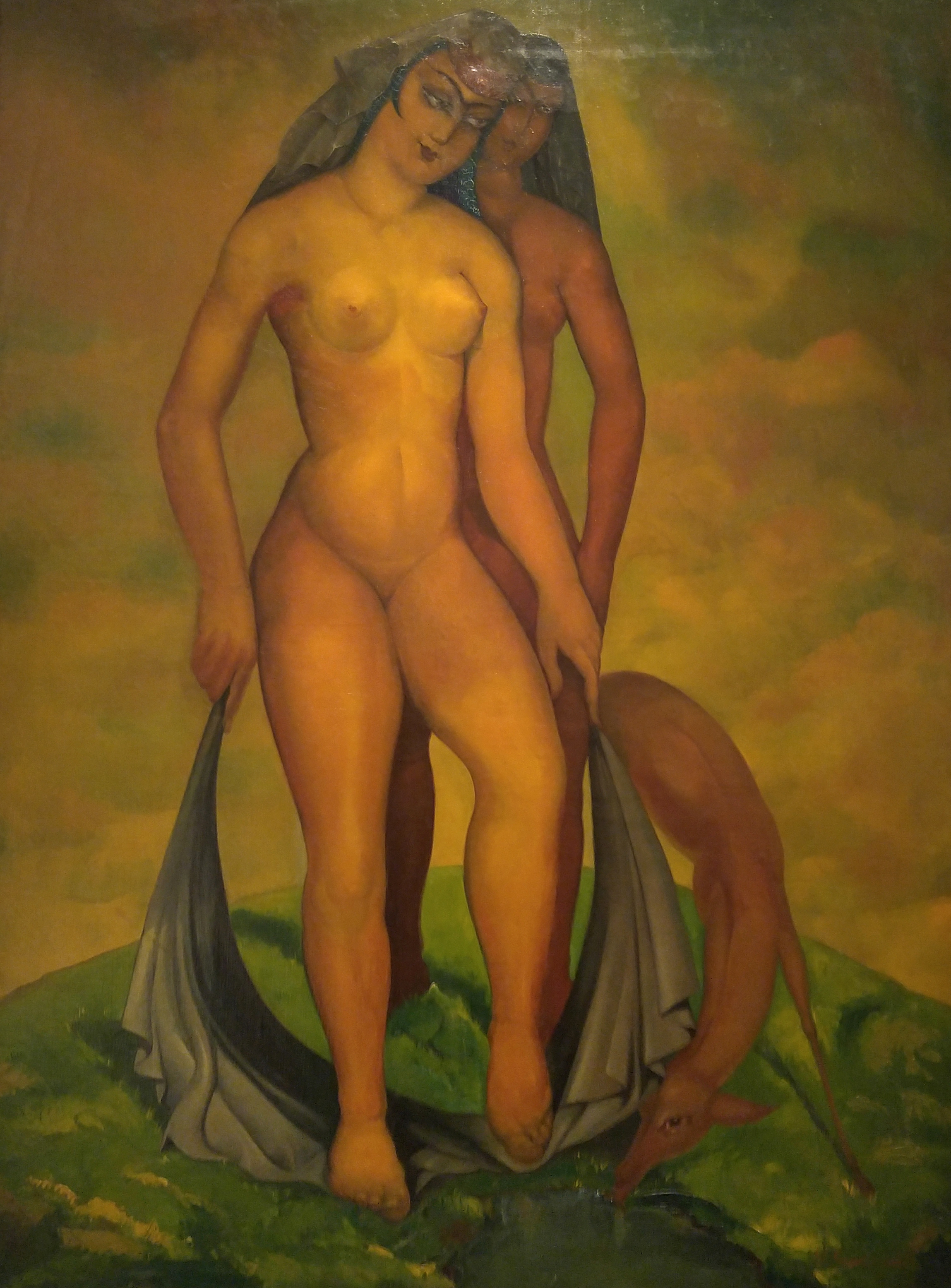
نگاره تاریخی یک زن برهنه در موزه‌ای در شهر تفلیس، پایتخت گرجستان